# Thelma Schoonmaker
Thelma Schoonmaker (Algiers, 3 januari 1940) is een Amerikaanse filmeditor. Ze werd vooral bekend door haar jarenlange samenwerking met de regisseur Martin Scorsese. Schoonmaker won drie Oscars en twee British Academy Film Awards.

## Biografie
Haar vader Bertram Schoonmaker werkte voor Standard Oil en trok in 1937 met zijn vrouw naar Algerije, waar in 1940 hun dochter Thelma werd geboren. Schoonmakers ouders werkten in verschillende landen, waardoor Thelma haar jeugd doorbracht in meerdere landen en op Aruba.
Pas in 1955 verbleef Schoonmaker voor het eerst in de Verenigde Staten. Door haar jeugd in verschillende landen kon ze zich niet echt aanpassen aan de Amerikaanse cultuur. In 1957 begon ze te studeren aan de Cornell University, waar ze de richtingen politicologie en Russisch volgde. Hier kreeg zij les van onder anderen Vladimir Nabokov. In 1961 studeerde ze af en nam ze deel aan State Department-testen, in de hoop een baan te vinden bij de overheid. Omdat ze een uitgesproken tegenstander was van de apartheid in Zuid-Afrika, en dit niet in de smaak viel bij het State Department, liet ze een baan bij de overheid links liggen. Na de testen kreeg ze geen baan omdat ze volgens hen te "liberaal" was in haar denken.
Daarom besloot Schoonmaker zich te richten op primitieve kunstvormen. In The New York Times zag ze een advertentie staan van iemand die op zoek was naar een filmeditor. Schoonmaker solliciteerde op deze baan en werd aangenomen. Schoonmaker moest Europese films van bekende filmmakers zoals onder anderen François Truffaut, Jean-Luc Godard en Federico Fellini monteren en inkorten zodat de speelduur van de films kort genoeg was voor televisie-uitzendingen.
Schoonmaker volgde zes weken een cursus filmmaken aan de New York University, waar ze regisseur Martin Scorsese leerde kennen. Deze was op dat moment bezig met zijn korte film What's a Nice Girl Like You Doing in a Place Like This? (1963). Hij had problemen met de montage en kreeg via een filmprofessor de hulp van Schoonmaker aangeboden. In 1967 monteerde ze ook Who's That Knocking at My Door, de debuutfilm van Scorsese.
Later leerde Schoonmaker regisseur Michael Wadleigh kennen. Wadleigh werkte op dat moment aan Woodstock (film), zijn documentaire rond het muziekfestival Woodstock. Schoonmaker werkte als filmeditor mee aan de documentaire en werd beloond met haar eerste nominatie voor een Oscar. Martin Scorsese werkte mee aan de documentaire als assistent-regisseur.
Schoonmaker sloot zich aan bij de Motion Picture Editors Guild. Pas in 1980 ging ze weer als editor aan de slag. Ze werkte aan Raging Bull van Scorsese en won voor haar montage een Oscar. Het werd het begin van een lange en exclusieve samenwerking met de regisseur. In 1984 trouwde Schoonmaker met de 35 jaar oudere filmmaker Michael Powell, die ze via Scorsese had leren kennen. Hun huwelijk duurde tot aan de dood van Powell in 1990.

Pas in 1996 werkte Schoonmaker voor een andere regisseur dan Scorsese. Ze monteerde toen de film Grace of My Heart van Allison Anders. In zowel 1991 als 2003 werd Schoonmaker genomineerd voor een Oscar, respectievelijk voor de films Goodfellas (1990) en Gangs of New York (2002). In 2005 en 2007 won ze haar tweede en haar derde Oscar voor de films The Aviator (2004) en The Departed (2006). In september 2014 kreeg ze een ere-Gouden Leeuw.
Naast haar carrière als filmeditor houdt Schoonmaker zich bezig met het bewaren en promoten van de films van haar overleden echtgenoot Michael Powell.

## Prijzen en nominaties

### Academy Awards
- 1971 - genomineerd - Woodstock (1970)
- 1981 - gewonnen - Raging Bull (1980)
- 1991 - genomineerd - Goodfellas (1990)
- 2003 - genomineerd - Gangs of New York (2002)
- 2005 - gewonnen - The Aviator (2004)
- 2007 - gewonnen - The Departed (2006)

### British Academy of Film and Television Arts (BAFTA)
- 1982 - gewonnen - Raging Bull (1980)
- 1984 - genomineerd - The King of Comedy (1982)
- 1991 - gewonnen - Goodfellas (1990)
- 1993 - genomineerd - Cape Fear (1991)
- 2002 - genomineerd - Gangs of New York (2002)
- 2007 - genomineerd - The Departed (2006)

## Filmografie
Film
- Finnegan's Wake (1966)
- Who's That Knocking at My Door (1967)
- The Virgin President (1969)
- Raging Bull (1980)
- The King of Comedy (1982)
- After Hours (1985)
- The Color of Money (1986)
- The Last Temptation of Christ (1988)
- New York Stories (1989)
- Goodfellas (1990)
- Cape Fear (1991)
- The Age of Innocence (1993)
- Casino (1995)
- Grace of My Heart (1996)
- Kundun (1997)
- Bringing Out the Dead (1999)

- Gangs of New York (2002)
- The Aviator (2004)
- The Departed (2006)
- Shutter Island (2010)
- Hugo (2011)
- The Wolf of Wall Street (2013)
- Learning to Drive (2014)
- Bombay Velvet (2015)
- Silence (2016)
- The Snowman (2017)
- The Irishman (2019)

Documentaire
- Woodstock (1970)
- Street Scenes (1970)
- Wings Over the World (1979)
- Made in Milan (1990)
- My Voyage to Italy (1999)

Muziek video
- Bad - Michael Jackson (1987)